# 西蒙·阿克尔
西蒙·阿克尔（英語：Simon Arkell，1966年7月1日—），澳大利亚男子田径运动员。他曾代表澳大利亚参加1986年和1990年英联邦运动会田径比赛，获得一枚金牌。他也曾参加1992年和1996年夏季奥运会。